# Ewangelia Marka

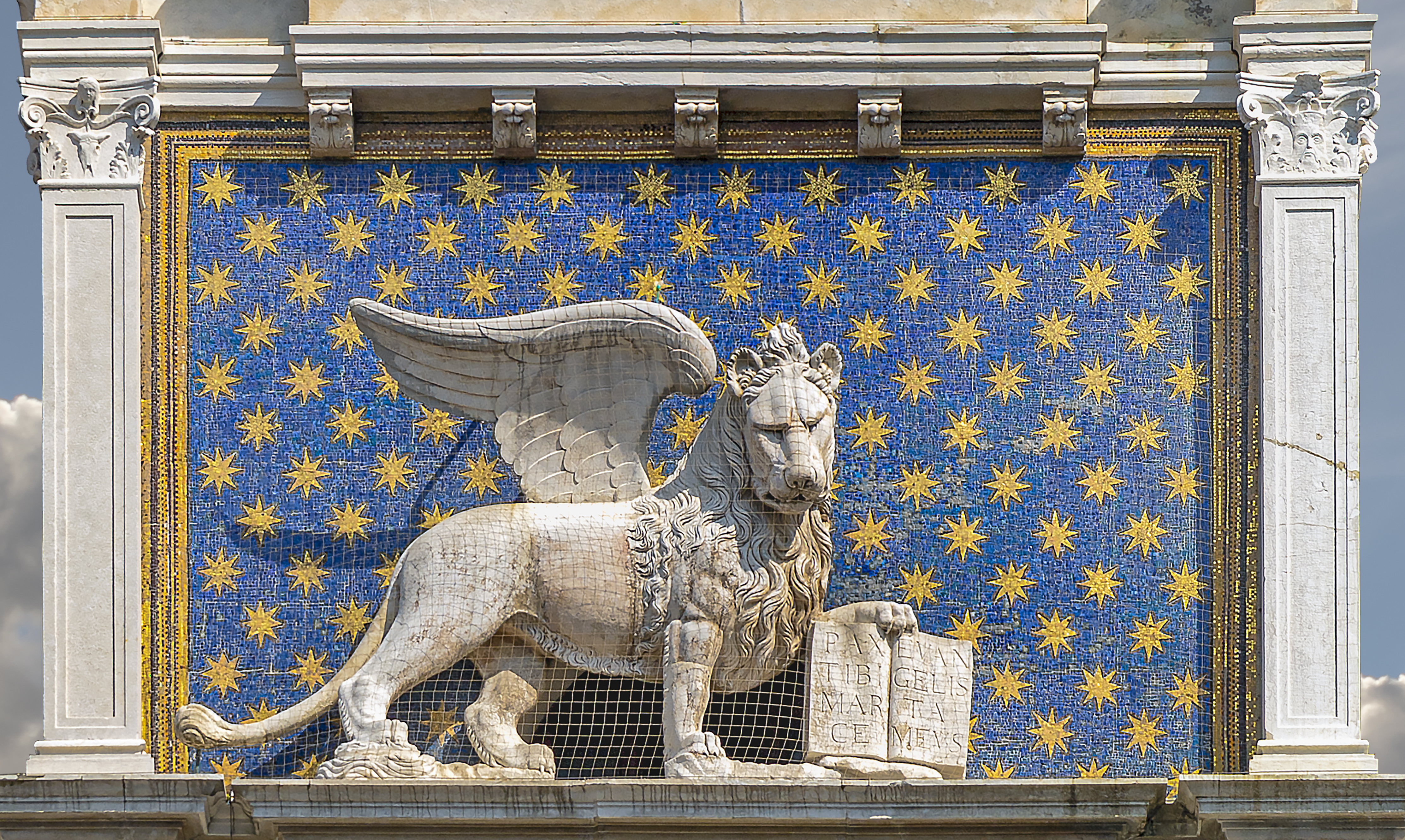
PAX TIBI MARCE EVANGELISTA MEVS – skrzydlaty lew symbolizujący świętego, Torre dell'Orologio, Plac św. Marka, Wenecja

Ewangelia Marka [Mk lub Mar] – lub Ewangelia według świętego Marka – druga z kolei, a zarazem najkrótsza i najstarsza Ewangelia nowotestamentowa. Jej autorem według tradycji chrześcijańskiej jest Jan Marek, który miał spisać w Rzymie relację Piotra Apostoła. Jest jedną z ewangelii synoptycznych. Święty Marek napisał Ewangelię dla ludzi nieznających języka aramejskiego oraz zwyczajów żydowskich. W przeciwieństwie do Mateusza terminy aramejskie zawsze są objaśniane, podobnie jak zwyczaje żydowskie. Pod względem stylu i języka ustępuje pozostałym Ewangeliom. Niewiele jest mów Jezusa i są one krótkie (poza dwiema, tj. Mk 4,1–34 oraz Mk 13,1–37). Marek koncentruje się na opisie cudów i czynów Jezusa.
Przez większą część swojej historii Ewangelia Marka była marginalizowana. Stosunek do niej zmienił się w końcu XVIII wieku, kiedy uznano ją za najpierwotniejszą i dlatego ważną w badaniach historycznych i teologicznych dotyczących Jezusa Chrystusa, jak i badaniach nad rozwojem doktryny wczesnochrześcijańskiej. Współcześnie przeważa opinia, że „Utrata Ewangelii Marka byłaby jednak stratą niepowetowaną, widzimy w niej bowiem Jezusa w działaniu...".

## Autorstwo Ewangelii

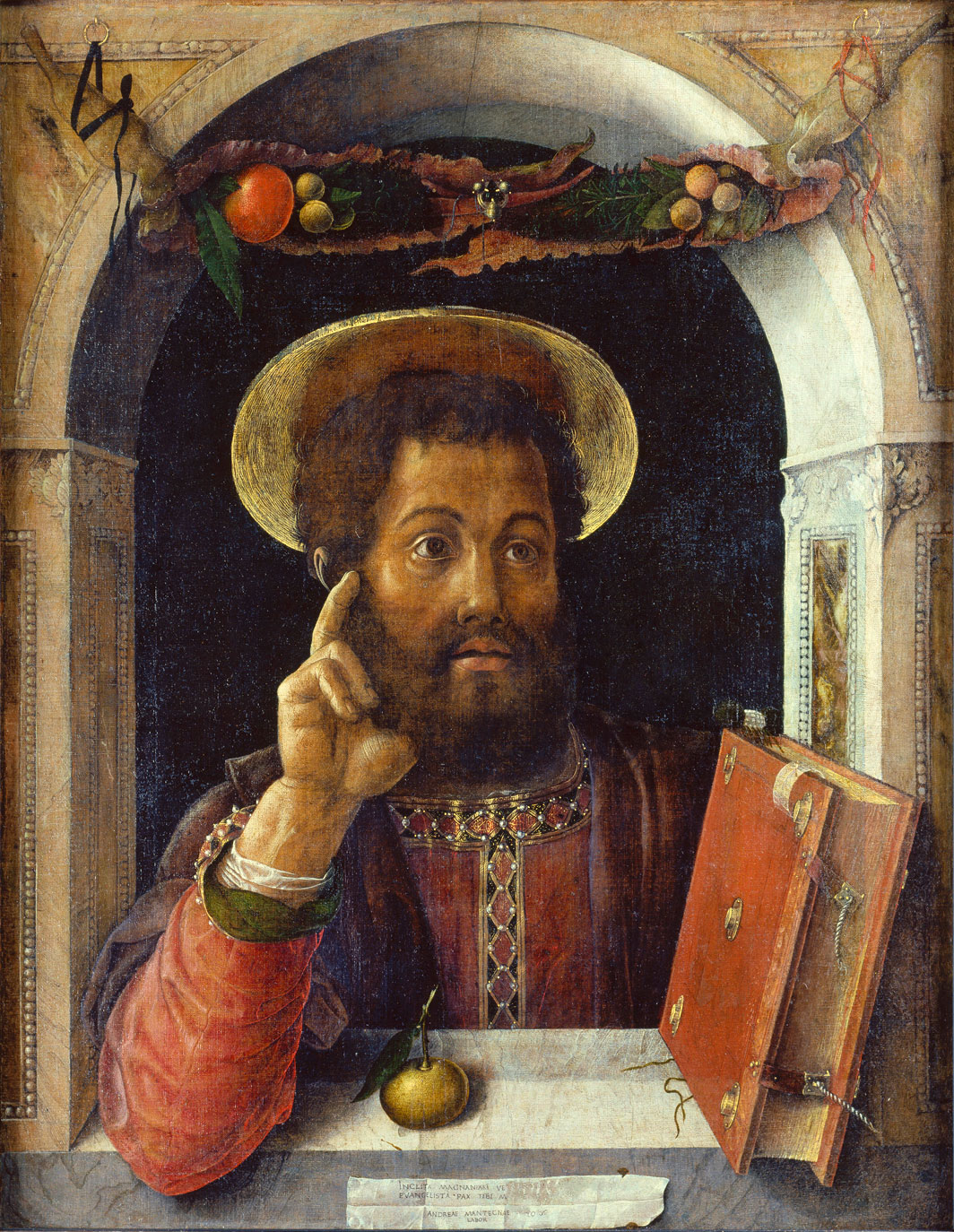
Św. Marek według Mantegny

Ewangelia Marka nie podaje imienia swojego autora. Papiasz (prawd. 50–135) przypisuje ją Markowi Ewangeliście, kuzynowi Barnaby. Źródłem informacji Papiasza był Jan Prezbiter. Oryginał Papiasza nie zachował się do naszych czasów, jest jednak cytowany przez Euzebiusza z Cezarei (Historia Kościelna, księga III, rozdział 39):
Prezbiter mawiał także: Marek, który był tłumaczem Piotra, spisał dokładnie, choć nie po kolei, wszystkie słowa i czyny Pana, które zapamiętał. Nie słyszał bowiem sam Pana ani nie był jednym z jego uczniów, ale później, jak powiedziałem, jednym z [uczniów] Piotra. Piotr nauczał odpowiednio do okazji, przedstawiając słowa Pana nie w sposób systematyczny, dlatego Marek słusznie postąpił spisując niektóre z tych rzeczy tak, jak je zapamiętał. Miał bowiem tylko jeden cel: nie pominąć niczego z tego, co słyszał, i niczego nie przekręcić.
Według starożytnych prologów łacińskich do Ewangelii Marek był tłumaczem. Z tradycją tą zgadzają się Ireneusz z Lyonu, Klemens Aleksandryjski, Orygenes, Tertulian, Euzebiusz, Hieronim i inni. Klemens Aleksandryjski pod koniec drugiego wieku wspomina starożytną tradycję, według której słuchacze nauk Piotra w Rzymie usilnie nalegali na Marka, aby spisał słowa apostoła. Tertulian stwierdził, że sporządzona przez Marka Ewangelia może być nazwana Ewangelią Piotra, ponieważ Marek był jego tłumaczem. Tradycję tę potwierdza Fragment Muratoriego. Justyn Męczennik mówi o Pamiętniku Piotra (Dial., 106,3).
Tradycja przypisuje autorstwo Markowi i brak głosów w tradycji, które przypisywałyby autorstwo komuś innemu niż Markowi. Niektórzy uczeni nie uznają cytatu Papiasza za wiarygodny, dodatkowo wskazując na brak w Ewangelii Marka śladów tradycji Piotrowej.

## Miejsce powstania
Jak i w przypadku pozostałych ewangelii, miejsce powstania Ewangelii Marka pozostaje jedynie przedmiotem domysłów. Ta sama tradycja, która przypisywała autorstwo Ewangelii Markowi, wskazywała na Rzym jako miejsce jej powstania (Papiasz, Klemens Aleksandryjski). W Rzymie już w czasach działalności św. Pawła istniała gmina chrześcijańska, do której apostoł Paweł napisał list. Znaczna część współczesnych biblistów uznaje Rzym jako prawdopodobny. Do tej opinii przychyla się większość współczesnych egzegetów. Wskazówką na rzymskie pochodzenie księgi jest jej język literacki, stosujący latynizmy i kalki językowe z łaciny. Przykładem jest kalka łacińskiego zwrotu iter facere (pokonywać drogę, iść) przez greckie οδον ποιειν (hodon poiein) w Mk 2,23.
Jednak sam argument latynizmów nie wystarcza, aby udowodnić rzymskie pochodzenie, potoczna greka z czasów okupacji rzymskiej również zawierała latynizmy. Również głosy tradycji nie są tutaj całkowicie zgodne. Jan Chryzostom wskazywał na Aleksandrię jako miejsce powstania. Dlatego w XX wieku pojawiły się wskazania na wschodnie regiony Cesarstwa Rzymskiego. Marxen wskazywał na Galileę, Schulz na Transjordanię, Fuller na Syrię.
Martin Hengel w swoim Studies in the Gospel of Mark zgodził się, że latynizmy nie wykluczają palestyńskiego pochodzenia, zwrócił jednak uwagę, że Marek tłumaczy aramejskie wyrażenia (3,17; 5,41; 7,11.34), wyjaśnia żydowskie obyczaje, rzadziej niż Mateusz cytuje Stary Testament, unika sformułowań, które mogą obrażać pogan. Wszystko to wskazuje na nieżydowskich adresatów jego Ewangelii. Hengel przeanalizował świadectwa patrystyczne oraz tytuły Ewangelii w rękopisach i argumentował, że nie można ich całkowicie lekceważyć. Dokładne ustalenie miejsca nie jest możliwe, ale za pewnik uznał fakt, że druga Ewangelia powstała poza Palestyną i poza środowiskiem znającym język aramejski.

## Datowanie Ewangelii

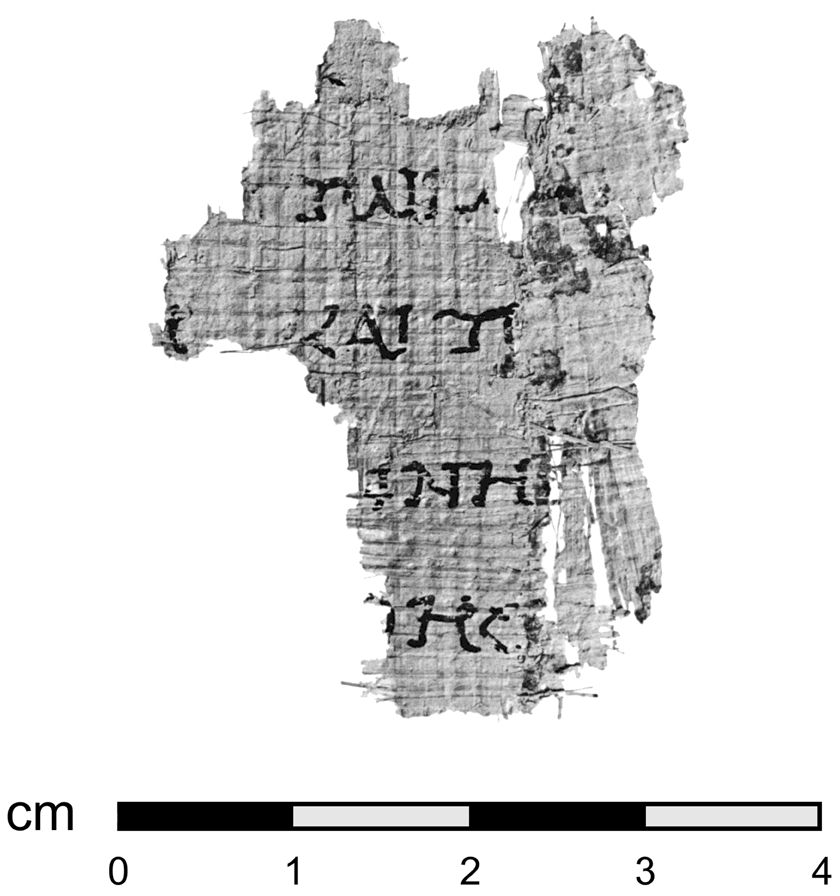
7Q5 − sugerowano, że jest to najstarszy zachowany fragment Ewangelii Marka

Zgodnie z teorią dwóch źródeł Ewangelia Marka powstała najwcześniej ze wszystkich czterech Ewangelii Nowego Testamentu. Współcześnie wielu uczonych twierdzi, że powstała w latach 64-70 pomiędzy pożarem Rzymu w 64 roku a zburzeniem Jerozolimy w 70. Zwykle datuje się ją na około 65 rok.
Ireneusz z Lyonu utrzymywał, że Marek sporządził swoją Ewangelię po śmierci apostołów Piotra i Pawła. Według starożytnych prologów łacińskich do Ewangelii Marek napisał po śmierci Piotra w Italii.
R. Pesch utrzymywał, że Ewangelia Marka powstała po 70 roku, ponieważ w rozdziale 13 zawarte są wzmianki o wojnie żydowskiej z roku 70 i zniszczeniu Jerozolimy. Kudasiewicz polemizując z tym stanowiskiem użył argumentu, że mowa eschatologiczna Jezusa z rozdziału 13 zawiera ogólnikowe sformułowania, „ohyda spustoszenia" przedstawiona jest bez jakichkolwiek aluzji do wydarzeń historycznych i nie opisuje faktu, który się wydarzył. Jezus poleca uczniom, by „uciekali w góry", tymczasem wierni udali się do Pelli w Transjordanii (Euzebiusz, HE, III, 5.3). Fałszywi prorocy nie posiadają cech konkretnych postaci historycznych, świątynia i „chleby pokładne" traktowane są jako ówczesne obiekty. Ponadto zniszczenie świątyni było zapowiadane w literaturze esseńczyków oraz w apokalipsach żydowskich (Test. Lewiego 10,3; 14,1–15,3; 16,1–5; Test. Judy 23,1–5). Ewangelia Marka nie jest tu wyjątkiem.
Według tradycji Ewangelia Marka została napisana jako druga, po Mateuszu. Według kolofonów wielu średniowiecznych rękopisów, została napisana 10 lat po wniebowstąpieniu Jezusa (np. Kodeks Cypryjski, rękopisy rodziny Lake’a, minuskuł 124). Rękopisy rodziny Ferrara podają, że została napisana dwanaście lat po wniebowstąpieniu.
Po odkryciu fragmentu 7Q5 J.O'Callaghan oraz C.P. Thiede sugerowali, że stanowił on pierwotnie tekst Ewangelii Marka 6,52. Tym samym druga Ewangelia zostałaby napisana jeszcze około roku 50. Fragment jest jednak bardzo niewielki (około 10 liter, pozostałe rekonstruowane), a jego tekst można również dopasować do Septuaginty, do tekstów Homera, Tukidydesa i innych tekstów antycznych.

## Źródła dla Ewangelii
Wedle tradycji głównym bądź jedynym źródłem Marka była katecheza Piotra. Pogląd ten potwierdziła analiza dzieła wskazująca na tzw. perykopy Piotrowe. Analiza struktury i stylu wskazuje, że Piotr nie był jedynym źródłem. Marek korzystał z różnorodnych źródeł, jak ustne przekazy, a może i źródła pisane, jednak ich odtworzenie nie jest możliwe. Badacze są dzisiaj zgodni, że u podstaw Marka nie leży jakieś większe źródło literackie. Na początku XX wieku popularna była teoria przyjmująca Proto-Marka (Ur-Markus). Zakładano, że jest ona krótsza, prostsza i uboższa teologicznie. Życie Jezusa nie było jeszcze zabarwione Pawłową dogmatyką. Teorie te nie mają już zwolenników, ponieważ brakowało im obiektywnych kryteriów i miały wyłącznie spekulatywny charakter. Najbardziej pierwotne jednostki literackie Marka zawierają już teologię i rozwiniętą chrystologię.
Niektórzy uczeni sugerują, że Ewangelia Marka może być późniejszą, okrojoną wersją Tajemnej Ewangelii Marka. Jednak większość biblistów uważa, że Tajemna Ewangelia Marka powstała po ewangelii kanonicznej i jest zależna treściowo od kanonicznej Ewangelii Marka. Niektórzy badacze są zdania, że sprawy tej wciąż jeszcze nie rozstrzygnięto.

## Treść i struktura Ewangelii

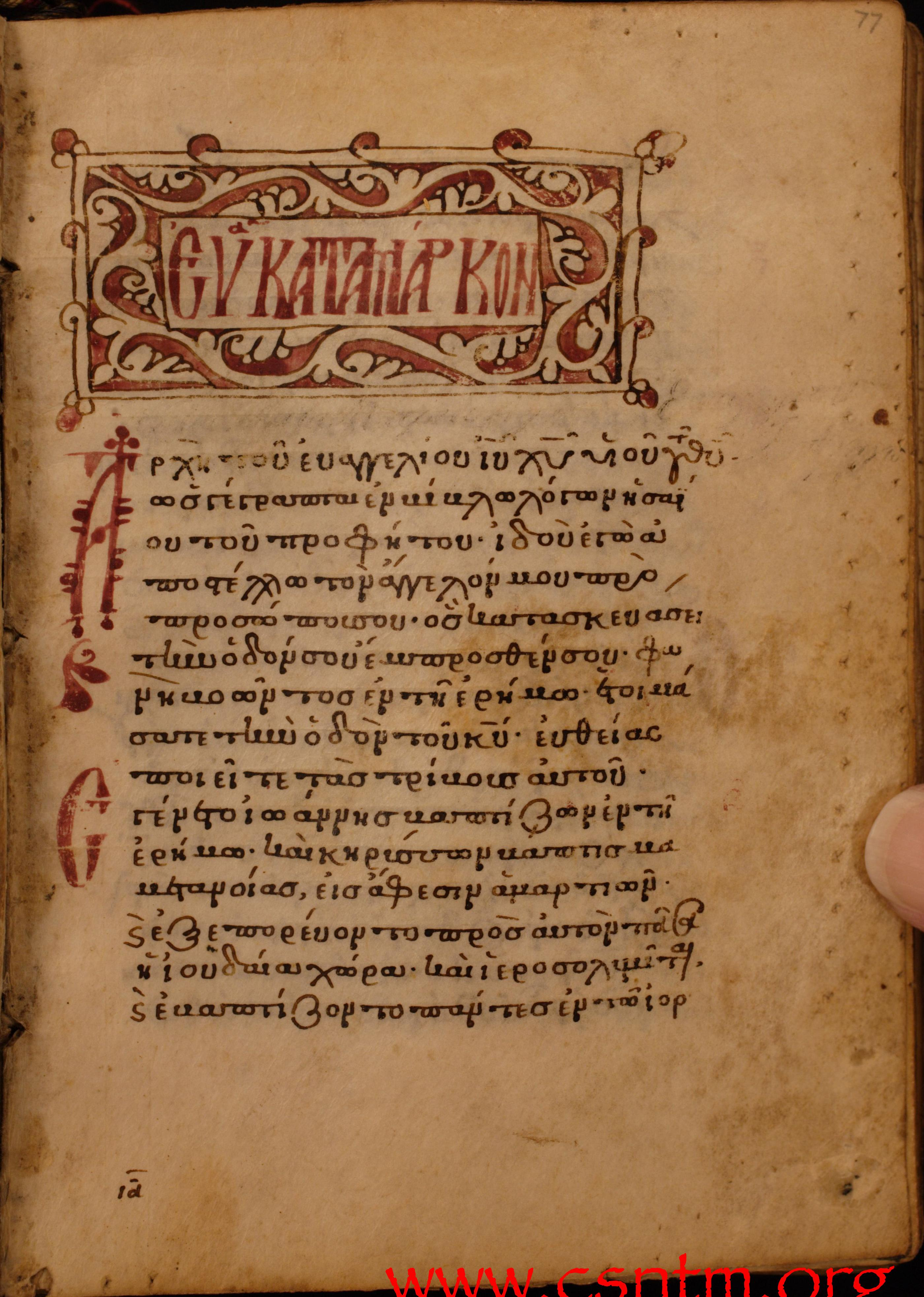
Początek Ewangelii Marka w minuskule 544 (Gregory-Aland)

Ewangelia Marka zaczyna się od słów: „Początek Ewangelii [dobrej nowiny] o Jezusie Chrystusie Synu Bożym". Marek pomija całe dzieciństwo Mesjasza, rozpoczynając swoją relację od chrztu w Jordanie i krótkiego opisu działalności Jana Chrzciciela. Ogólnie możemy wyodrębnić następujące części Ewangelii:
- Przygotowanie do działalności Jezusa (Mk 1,1–13)
- Działalność Jezusa w Galilei (Mk 1,14–7,23)
- Działalność Jezusa poza Galileą (Mk 7,24–9,50)
- Podróż do Jerozolimy (Mk 10,1–52)
- Działalność w Jerozolimie (Mk 11,1–13,37)
- Męka i śmierć Jezusa (Mk 14,1–16,8)
- Zmartwychwstanie (Mk 16,9–20)

Dawniejsi krytycy twierdzili, że nie ma żadnego porządku w drugiej Ewangelii i powoływano się przy tym na opinię Papiasza. A. Loisy na początku XX wieku twierdził, że jest tylko „zlepkiem cudów i pouczeń”. Współczesne badania wykazały jednak bezpodstawność takich twierdzeń. Przedstawiono co najmniej trzy propozycje struktury (geograficzna, dramatyczna, relacje między postaciami). W.G. Kümmel twierdził, że struktura literacka oparta jest na kryteriach geograficznych:
Wstęp − nad Jordanem (1,1–13)
Działalność Jezusa w Galilei i poza jej granicami (1,14–9,50)
Droga do Jerozolimy (10,1–52)
W Jeruzalem (11,1–16,8)
William Wrede w 1901 roku doszukiwał się struktury w stopniowym odsłanianiu sekretu mesjańskiego Jezusa. Jego wzorów dopatrywano się w dramacie greckim:
Wstęp (1,1–13)
Kim jest Jezus? (1,14–8,26)
Odsłonięcie tajemnicy mesjańskiej Jezusa (8,27–16,8)
R.T. France dzieli 8,27–16,8 na dwie dalsze jednostki, przed i po triumfalnym wjeździe Jezusa do Jerozolimy, i twierdzi, że Ewangelia Marka jest dramatem w trzech aktach.
Struktura oparta na relacjach:
Wstęp (1,1–13)
Jezus a uczniowie, tłumy i przeciwnicy (1,14–6,6a)
Nieporozumienie między Jezusem a uczniami (6,6b–10,52)
Jezus i uczniowie wobec przeciwników w Jeruzalem (11,1–16,8).
Każda z tych części ma również swoje etapy. Jeszcze inne podziały proponowali Algisi − Ballarmini (gatunki literackie) oraz Pesch (logicznie rozwijający się ciąg tekstowy). Nie ma jak dotąd jednoznacznej zgody wśród badaczy w tej sprawie. Marek w swoich opisach lubi stosować potrójny schemat:
- trzy zaparcia się Piotra,
- trzy odejścia Chrystusa podczas modlitwy w Ogrójcu,
- trzy okresy przed, w trakcie i po wielkim ucisku,
- wezwanie do ubóstwa, niebezpieczeństwo bogactwa, nagroda za ubóstwo,
- w zakończeniu Ewangelii (16,9–20) Jezus ukazuje się Marii Magdalenie, następnie dwom z nich, a w końcu dla Jedenastu[38].

## Język Ewangelii

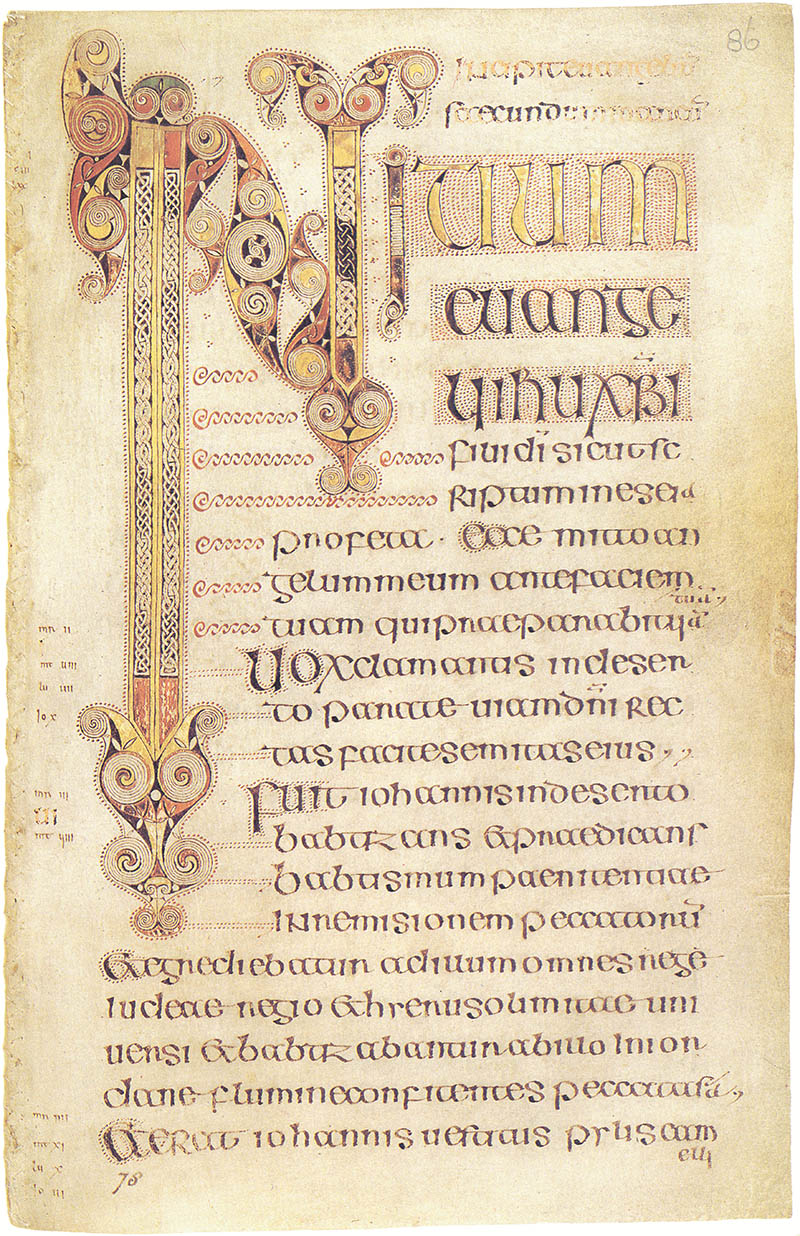
Początek Ewangelii Marka w łacińskiej Księdze z Durrow

### Słownictwo
Ewangelia Marka została spisana w języku greckim. Język Ewangelii Marka jest prosty i niewyszukany, występuje sporo wyrażeń potocznych, a także gwarowych. Wyraźnie odbiega od kanonu języka literackiego. Znajdujemy wyrazy stosowane tylko w potocznej mowie, jak κωμοπολις (wioska), κραβατος (nosze), πτωμα (zwłoki). Częściej niż pozostali Ewangeliści używa słów w zdrobniałych formach (θυγατριον, κυρασιον, παιδιον, ιχθυδιον), w czym jest zgodny z tendencją ówczesnej greki potocznej.
Do ulubionych terminów drugiej Ewangelii należy ευαγγελιον (ewangelia), który to termin występuje 8 razy, za każdym razem w ważnych kontekstach (Mk 1,1.14.15; 8,35; 10,29; 13,10; 14,9; 16,15). Zestawienie z pozostałymi Ewangeliami jest wymowne, Mateusz używa tego terminu 4 razy (Mt 4,23; 9,35; 24,14; 26,13), Łukasz i Jan nie stosują go wcale.
Słownictwo jest ubogie, często występują powtórzenia i niezręczności. Słownictwo Ewangelii Marka obejmuje 1345 słów, z czego 102 (7,58%) nie występuje w innych księgach Nowego Testamentu. Do hapax legomena, tj. terminów użytych w Nowym Testamencie tylko jeden raz, należą: σπεκουλατωρ (6, 27), προσορμιζεσθαι (6, 53), μογιλαλος (7, 32), εξουδενεω (9, 12), στιβαδες (11, 8), νουνεχως (12, 34). Tekst roi się od zapożyczeń z języków semickich i łaciny.
Latynizmy
W Marku liczne są latynizmy:

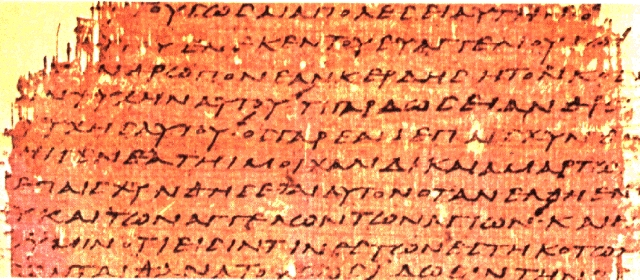
Chester Beatty I z tekstem Marka 8,35–9,1

- κραβατος	– grabatus (2, 4. 9; 6, 55)
- μοδιος	– modius (4, 21)
- λεγιων	– legion (5, 9)
- σπεκουλατωρ	– spiculator (6, 27)
- δηναριον	– denarius (6, 37; 12, 15; 14, 5)
- ξεστης	– sextarius (7, 4)
- καθεδρα	– cathedra (11, 15)
- κοδραντης	– quadrans (12, 42)
- κηνσος	– census (12, 14)
- αυλη		– ovile (14, 54. 66; 15, 16)
- πραιτωριον	– praetorium (15, 16)
- φραγελλοω	– fragellare (15, 15)
- κεντυριων	– centurio (15, 39. 44. 45)[43].

Kilkakrotnie bardzo dosłownie tłumaczy pewne łacińskie wyrażenia (łacińskie kalki) zrozumiałe tylko na gruncie języka łacińskiego:
- ὁδὸν ποιεῖν		– iter facere – iść drogą, ale dosł. czynić drogę (2, 23)
- ἐσχάτως ἔχειν		– in extremis esse – umierający(a) (5, 23)
- τὸ ἰκανὸν ποιῆσαι	– satisfacere (15, 15)
- συμβούλιον		– consilium, concilium (3, 6; 15, 1)
- κρατεῖν		– tenere (9, 10)

Niektóre z tych latynizmów są charakterystyczne dla popularnej greki owego okresu. Owe latynizmy były dawniej powodem podejrzeń, że Ewangelia Marka została napisana po łacinie. Jednym z pierwszych zwolenników tej hipotezy był już św. Efrem. Krytyczne badania przeprowadzone przez Lagrange i Burkitta przekreśliły jednak tę hipotezę. Inni natomiast traktują je jako dowód, że Ewangelia napisana została dla chrześcijan w Rzymie.
Arameizmy

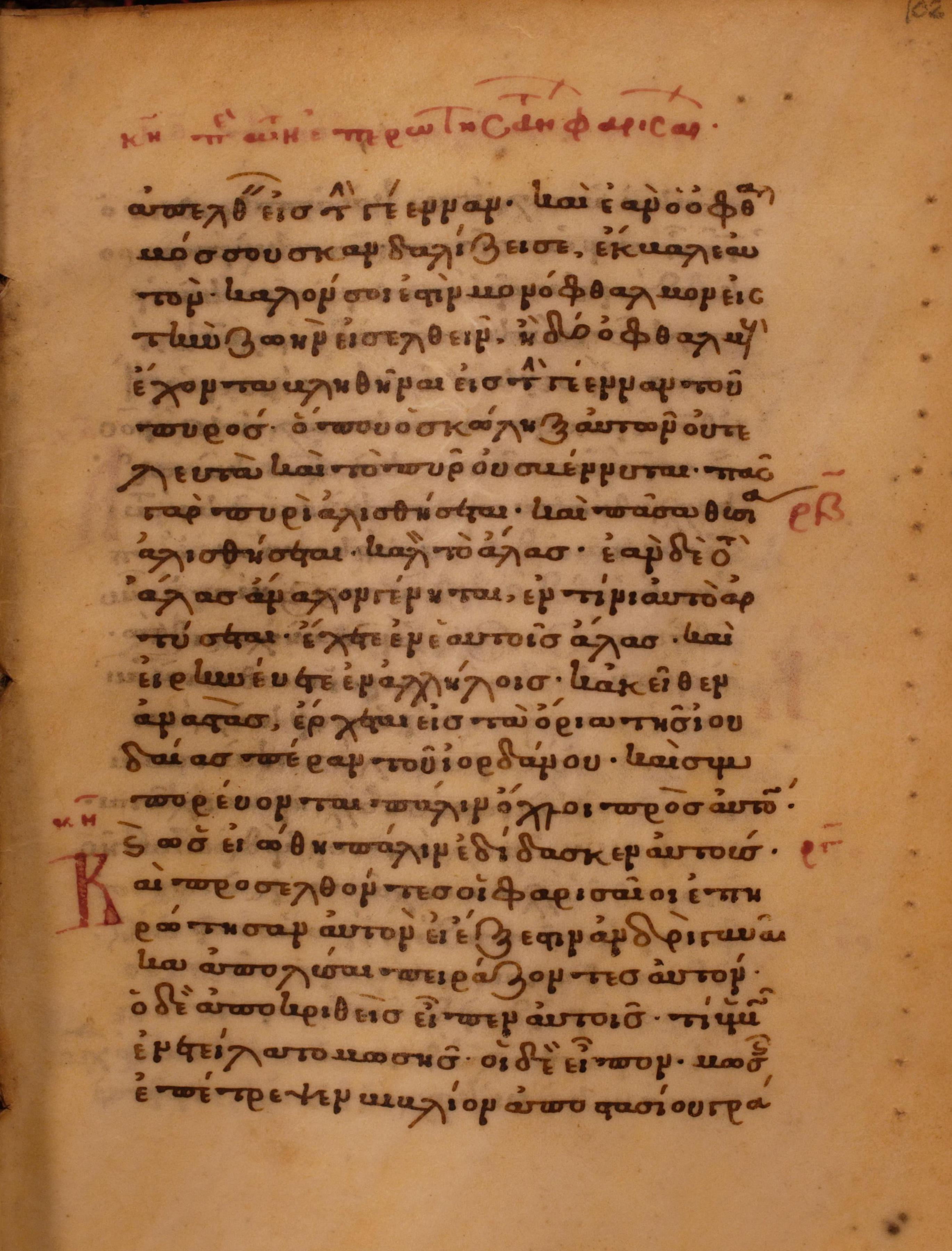
Minuskuł 544 z tekstem Mk 9,42–10,4; brak wierszy 44 i 46

W Ewangelii Marka nie brak też arameizmów, które niemal za każdym razem są tłumaczone:
- Rabbi (9,5; 11,21; 14,45) – nietłumaczony
- Rabbuni (10,51) – nietłumaczony
- Boanerges 	– synowie gromu (3, 17)
- talitha kum 	– dziewczynko wstań (5, 41)
- korban 	– darmo (7, 11)
- Effata 	– otwórz się (7, 34)
- Bartymeusz 	– syn Tymeusza (10, 46)
- Abba 		– Ojcze (14, 36)
- Golgota 	– Miejsce Trupiej Czaszki (15, 22)
- Eloi, Eloi, lama sabachtani – Boże mój, Boże mój, czemuś mnie opuścił (15, 34)[39].

Marek stosuje jedynie kilka charakterystycznych dla Listów Pawła terminów:
- δυναμις, cud – Mk 6, 14; 9, 1 – Rz 9, 1; Ga 3, 20
- ευαγγελιον, ewangelia – Mk 1, 1. 14 – Rz 1, 1-4. 16; 15, 16; 1 Tes 2, 2. 8. 9
- ειρενευω, zachowywać pokój – Mk 9, 50 – Rz 12, 18; 2 Kor 13, 11
- μυστηριον, tajemnica – Mk 4, 11 – Kol 4, 3-5
- μεταμορφοω, przemieniać się – Mk 9, 2 – 2 Kor 3, 18

Ale nie używa wielu innych słów, które często występują u Pawła.

### Styl

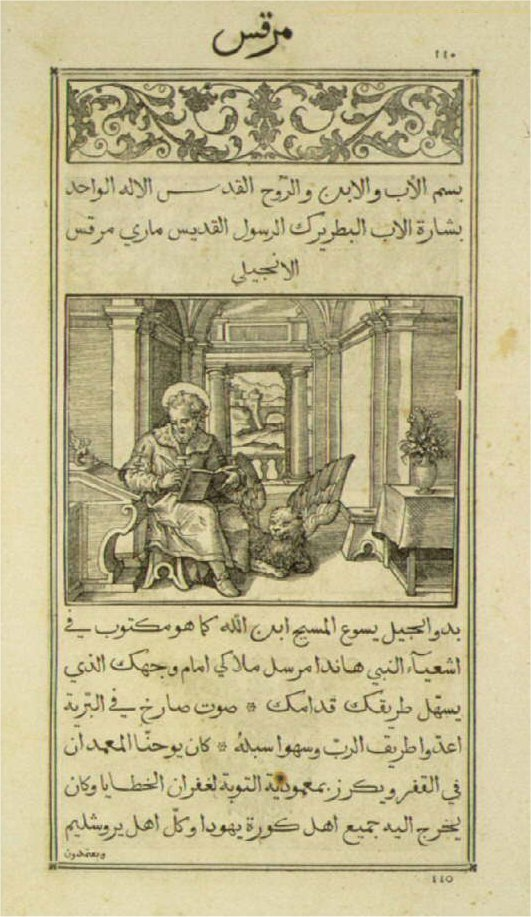
Arabski przekład Ewangelii Marka (ok. 1591)

Ewangelia Marka zawiera mało mów Jezusa, natomiast szczegółowo relacjonuje jego czyny używając emocjonalnego języka (zwłaszcza w porównaniu do pozostałych ewangelii synoptycznych). Styl Marka jest prosty. Zdania współrzędne zazwyczaj łączy przy pomocy spójnika και (i), rzadko natomiast δε (zaś). Spośród 88 perykop, na jakie można podzielić Ewangelię, aż 80 zaczyna się od spójnika και. Niejednokrotnie w opisach cudów, mów i wydarzeń stosuje te same zwroty. Wydarzenia czasu przeszłego opisywane są tak, jakby działy się przed oczami czytelników. Opowiadania charakteryzują się schematycznością i uproszczeniami. Współcześni bibliści oceniają, że w takiej właśnie formie i kształcie przejął ewangeliczny materiał z tradycji ustnej. Inną cechą stylu Markowego jest używanie konstrukcji zdaniowej pozbawionej spójników, co często ma miejsce w perykopach narracyjnych, zwłaszcza w wypowiedziach Jezusa (5,39; 10,14; 12,27; 13,7; 14,6). W paralelnych tekstach Mateusza i Łukasza zachodzą wówczas zwykle konstrukcje spójnikowe.
Styl Markowy charakteryzuje się żywością i malowniczością z jednej strony oraz pewną nieporadnością i schematyzmem z drugiej. Marek nie jest doświadczonym ani utalentowanym pisarzem. Często przerywa płynny tok opisu w miejscu niezbyt odpowiednim z literackiego punktu widzenia i dodaje jakieś wtrącenie, które nie zawsze łączy się z opisywanym faktem bezpośrednio, jak np. wtręt o zarzutach uczonych w piśmie (3,22). Jego uściślenia bywają przesadnie doprecyzowane, np. w zdaniu „A gdy nadszedł wieczór i zaszło słońce" (1,32). Gdzie indziej uściślenia te dotyczą: miejsca, czasu, myśli, opisów szat. Owe wtrącenia i uściślenia nie dodają piękna dla opisu, nie zawierają pouczenia moralnego, ani nie czynią cudu bardziej godnym podziwu. Badacze stylu Markowego są zgodni, że są to szczegóły, które utkwiły w pamięci ewangelisty i są jego rzeczywistymi wspomnieniami (np. 14,51–52). Niektóre pochodzić mogą z katechezy Piotra, jak np. opis wskrzeszenia córki Jaira kończący się zdaniem: „Dziewczynka natychmiast wstała i chodziła, miała bowiem dwanaście lat”.
Pomimo stosowania schematyzmu i pewnej nieporadności stylistycznej Marka uwagę zwraca swoisty kunszt pisarski. O ile Mateusz przedstawia Jezusa i jego ewangelię poprzez słowa, mowy u Marka mają znaczenie drugorzędne. Najdłuższe mowy to przypowieści (4,2–34) i mowa eschatologiczna (13,5–37). Marek koncentruje się na opisie faktów, sytuacji oraz czynów Jezusa. Przedstawia je w taki sposób, by mówiły same za siebie. Dlatego Ernst von Dobschütz nazwał Marka „narratorem o błyskotliwym kunszcie". Czytelnik jest wprowadzany w bezpośredni kontakt z osobami i sytuacjami. Marek nie upiększa czynów i słów Jezusa. Stąd jego opisy są szorstkie, twarde, czasem szokujące. Różni się pod tym względem bardzo od Łukasza.
Biorąc pod uwagę długość perykop drugiej Ewangelii, Teodor Cressy Skeat sugerował, że oryginalna Ewangelia Marka zapisana została w postaci kodeksu.

## Teologia Ewangelii

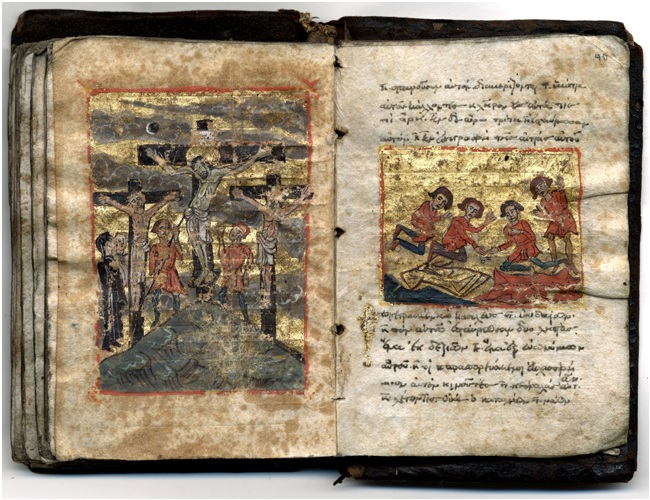
Minuskuł 2427 – „archaiczny Marek", w rzeczywistości XIX-wieczne fałszerstwo

Głównym tematem księgi jest nadprzyrodzona mądrość i moc Jezusa i jego władza nad Szatanem. Mateusz ukazuje Jezusa przemawiającego, Marek natomiast – działającego. Bóg objawia się w słowach i czynach. Marek w swojej krótkiej Ewangelii opisuje 18 cudów Jezusa oraz zamieszcza 4 wzmianki o nich. Około 31% tekstu drugiej Ewangelii to opisy cudów Jezusa. Marek większą wagę przywiązuje do cudów, jak i znaczenia wiary, traktowanej jako warunek cudu. W opisie cudów można zaobserwować następujący schemat:
- zaistnienie problemu
- wydanie rozkazu przez Jezusa zaistniałemu problemowi (chorobie, niemocy bądź demonowi)
- natychmiastowe uzdrowienie
- zdumienie się wszystkich obecnych nad dokonanym cudem i zadawanie pytania „Kim on jest?"

Schemat ten można zaobserwować w opisie uzdrowienia opętanego z Kafarnaum (1, 25–27), sparaliżowanego (2, 1–12), głuchoniemego (7, 32–36), ślepego w Betsaidzie (8, 22–26), ponadto w opisie uciszenia burzy (4, 39–41), triumfalnego wjazdu Jezusa do Jerozolimy (11, 1–10) oraz wypędzenia handlarzy ze świątyni (11, 15–19).
Marek w większym stopniu podkreśla znaczenie wiary jako warunku cudu, niż pozostali ewangeliści. Tylko u Marka Jezus mówi do ojca epileptyka: „Wszystko jest możliwe wierzącemu" (Mk 9, 23) i tylko u Marka ojciec epileptyka prosi: „Wierzę, pomóż memu niedowiarstwu" (Mk 9, 24). Po przeklęciu drzewa figowego, Jezus wyjaśnia znaczenie wiary, wyjaśnienie to zamieszczają wszyscy Synoptycy, ale najobszerniejsze jest ono u Marka. Tylko u Marka wypowiedź Jezusa zaczyna się od słów: „Miejcie wiarę w Boga!" (Mk 9, 22). Mateusz ma w tym miejscu: „miejcie wiarę i nie wątpcie" (21, 21). Końcowe zdanie pouczenia wzbogacone jest – względem Mateusza – o słowo „wierzcie”. „Wszystko, o cokolwiek modlicie się i prosicie, wierzcie że otrzymacie, a stanie się wam" (Mk 11, 24).
W Ewangelii Marka centralne miejsce zajmuje wyznanie Piotra: „Ty jesteś Chrystus" (8,29).
U Marka wyeksponowany został tytuł Syn Boży. Nie jest on wprawdzie często stosowany (Mateusz używa częściej), ale Marek stosuje go w szczytowych punktach swojej Ewangelii. Już na samym początku wyjaśnia, że jego dzieło jest ewangelią o Jezusie Chrystusie, Synu Bożym (1, 1). Głos samego Boga nazywa Go swoim Synem podczas jego chrztu (1, 11); ten sam głos wskazuje na Niego jako na Syna podczas chwalebnego przemienienia na górze (9, 7); setnik rzymski mówi: Doprawdy, ten człowiek był Synem Bożym (15, 39). Drugim ważnym tytułem jest Syn Człowieczy, który występuje tylko w mowach Jezusa, nigdy w wypowiedziach zwracających się do Niego ludzi, co wskazuje, iż Jezus nie żądał, by Go w ten sposób tytułowano. Tytuł ten być może dlatego stosował Jezus, ponieważ nie mówi o jego posłannictwie. Tytuły Syn Boży i Syn Człowieczy wzajemnie się uzupełniają, pierwszy wskazuje na boską naturę Chrystusa, drugi – na ludzką; pierwszy mówi o nim jako o Bogu, drugi – jako o człowieku; pierwszy podkreśla jego nadzwyczajność i nadprzyrodzoność, drugi – zwykłość i uczestniczenie w słabościach, jak i cierpieniach człowieka. Z rezerwą traktowany jest tytuł Mesjasz, Jezus zabrania rozgłaszać, że jest Mesjaszem.

## Znaczenie Ewangelii
Aż do końca XVIII wieku Ewangelia Marka zajmowała niepozorne miejsce wśród czterech Ewangelii i była najniżej wśród nich ceniona. Ocena ta wynikała z krótkości Ewangelii oraz z faktu, że zawiera niewiele materiału, który nie ma swoich odpowiedników w pozostałych Ewangeliach (ok. 10%). Uważano też, że druga Ewangelia jest niekompletna. Marek rzadko był cytowany przez wczesnochrześcijańskich autorów i Ojców Kościoła. W pismach koptyjskich Marka zaczęto cytować dopiero w V wieku. Z tego też względu Marek rzadziej był kopiowany niż pozostałe Ewangelie i zachowało się niewiele rękopisów z tą Ewangelią. Wśród papirusów Nowego Testamentu zaledwie trzy zawierają tę Ewangelię, przy czym tylko jeden z nich jest wczesnym rękopisem. Bizantyjskie lekcjonarze rzadko zawierają teksty z Ewangelii Marka, zazwyczaj zawierają one wybrane teksty z Ewangelii Jana, Mateusza i Łukasza.
Już w starożytności przyjął się pogląd, że Marek streścił Mateusza. Pogląd ten wsparty autorytetem Augustyna i obowiązywał aż do końca XVIII wieku. W końcu XVIII wieku pojawił się pogląd, iż Marek spisał swoją Ewangelię jako pierwszy i korzystali zeń inni ewangeliści. Wpłynęło to na zmianę stosunku do Ewangelii Marka. Uznano, że styl drugiej Ewangelii jest najbardziej pierwotny. Zwrócono też uwagę, że opisy Markowe są niejednokrotnie znacznie dłuższe od opisów pierwszego i trzeciego ewangelisty (opis spotkania z opętanymi w krainie Gedareńczyków, wskrzeszenie córki Jaira). Ewangelia Marka jako najstarsza ma wielkie znaczenie w badaniach nad historycznym Jezusem, w badaniach nad rozwojem pierwotnej chrystologii. Ewangelia Marka służy jako ważny punkt odniesienia w rekonstrukcji hipotetycznego źródła Q. Obecnie Marek bywa nazywany najbardziej oryginalną Ewangelią.

## Zakończenie Ewangelii
Wersetów Mk 16,9–20 nie ma w niektórych rękopisach, nie znał ich święty Hieronim oraz Euzebiusz, stąd niektórzy bibliści uważają je za nieautentyczne i w nowych przekładach zaznacza się ich odrębność. Przeważająca liczba rękopisów, włączając w to te najważniejsze, zawiera ten fragment. Problem autentyczności tych wersetów jest dyskutowany od końca XIX wieku przez biblistów i nic nie wskazuje na to, aby w najbliższej przyszłości dyskusja ta została zakończona. Zwraca się uwagę zarówno na różnice jak i podobieństwa stylu. Leonhard Hug był zdania, że zakończenie dodano na początku II wieku. F.G. Kenyon, powołał się na fakt, że w kodeksach najczęściej ulegają uszkodzeniu pierwsze i ostatnie karty kodeksu, więc tekst ten mógł bardzo wcześnie zaginąć. Wedle innego wyjaśnienia, znajdującego pewne oparcie w późnej tradycji, autorem zakończenia jest jeden z siedemdziesięciu uczniów Chrystusa (Arystion) i pochodzi ono z czasów apostolskich. W komentarzu do Biblii Tysiąclecia podano, że niespójność stylistyczna względem wcześniejszego materiału tej Ewangelii może wynikać z tego, że ewangelista Marek postanowił dołączyć relację o ukazywaniu się Chrystusa po jego zmartwychwstaniu tak jak było to w pozostałych dwóch Ewangeliach synoptycznych. Howard Marshall, profesor teologii protestanckiej specjalizujący się w egzegezie Nowego Testamentu, z kolei domniemuje, że z powodu uszkodzenia najstarszych kopii Ewangelii Marka wersety 9–20 zostały odtworzone później.
Problem autentyczności tego fragmentu wpisuje się w szerszą dyskusję na temat tradycji manuskryptów – zbioru manuskryptów określanych jako Textus receptus (oparte są na nich m.in. polska Biblia gdańska, angielska King James Version, New King James Version i in.) lub tzw. Nestle Aland (m.in. polska protestancka Biblia warszawska, katolicka Biblia Tysiąclecia, angielskojęzyczna New International Version i in.).